# مورتال کامبت ۴
مورتال کامبت ۴ (به انگلیسی Mortal Kombat 4) عنوان چهارمین قسمت از مجموعه بازی ویدئویی مورتال کامبت است که در سال ۱۹۹۷ (میلادی) برای بازی آرکید، پلی استیشن، نینتندو ۶۴, کامپیوتر، گیم بوی کالر و دریم‌کست عرضه شد.

## ورود به دنیای سه بعدی
این بازی اولین نسخه از این سری بود که به صورت سه بعدی عرضه شد